# حمام قدیمی چاهشک
حمام قدیمی چاهشک مربوط به دوره قاجار است و در شهرستان مشهد، بخش طرقبه، دهستان چاهشک واقع شده و این اثر در تاریخ ۱۱ مرداد ۱۳۸۴ با شمارهٔ ثبت ۱۲۳۹۰ به‌عنوان یکی از آثار ملی ایران به ثبت رسیده است.